# Tachydromia diversipes
Tachydromia diversipes är en tvåvingeart som beskrevs av Axel Leonard Melander 1910. Tachydromia diversipes ingår i släktet Tachydromia och familjen puckeldansflugor.
Artens utbredningsområde är Texas. Inga underarter finns listade i Catalogue of Life.